# عبد الملك بن سراج
أبو مروان عبد الملك بن سراج السراجي المرواني (2 ديسمبر 1009 - 27 أكتوبر 1096) (12 ربيع الآخر 400 - 8 ذو الحجة 489) عالم مسلم ولغوي وشاعر أندلسي من أهل القرن الحادي عشر الميلادي/ الخامس الهجري. ولد في قرطبة وهو مولى المروانيين. قرأ على علماء عصره كابن مغيث، وابن الإفليلي، وابن حيان القرطبي، ومكي بن أبي طالب. وبرز في اللغة والحديث والأنساب والأيام. وله أشعار منه مديح وعتاب وفخر ونسيب. توفي في مسقط رأسه عن عمر 89 عامًا.

## سيرته
هو أبو مروان عبد الملك بن سراج بن عبد الله بن محمد بن سراج. قيل إنه من نسل سراج بن قره من صحابة النبي محمد، وقال أيضًا أنه من موالي بني أمية في المشرق. وقال عمر فروخ لعل أصله أندلسي أنه مولى المروانيين فيها. «ولا ريب في أن آل سراج كانوا ذوي شهرة ومكانة كما كانوا من أهل بيت ذوي خير وفضل ومن مشاهير الموالي أيضًا.»

ولد عبد الملك بن سراج في قرطبة عاصمة الدولة الأموية الأندلسية يوم 12 ربيع الآخر 400 / 2 ديسمبر 1009 ونشأ بها. تعلم على أبيه الذي توفي 456 هـ/ 1064 م، ثم على يونس بن عبد الله الصفار، وإبراهيم بن محمد الإفليلي، وابن حيان القرطبي، ومكي بن أبي طالب القيرواني، وعثمان بن أبي بكر السفاقسي.

ومن حكاياته أنه جاء عبد الملك بن جهور لزيارته، ولم يكن ابن سراج يزوره ثم عاتبه في ذلك، فقال له:
من تلامذته في الحديث، سراج بن عبد الملك القرطبي وجعفر بن محمد القيسي ومحمد بن عيسى التميمي.

عاصر ابن سراج طائفة قرطبة. توفي في مسقط رأسه يوم الخميس ليلة عرفة 8 ذو الحجة 489/ 27 أكتوبر 1096 ودفن يوم عرفة 9 ذو الحجة في مقبرة الربض بقرطبة.

## مهنته
كان لغويًا ويعد من الأئمة في اللغة وعالمًا بعدد من فنون عصره من معاني القرآن والحديث وغريب اللغة والنحو والأنساب والأيام. كما اشتهر بإسناد الأخبار إلى العلماء والرواة والآيات. وله نظم منه مديح وعتاب وفخر ونسيب.

هو من أعلام المسلمين الأندلسيين في القرن الخامس الهجري، وقد امتدحه العديد من العلماء عبر التاريخ، منهم: ابن مغيث «كان بحر علم عنده يسقط حفظ الحفاظ ودونه يكون علم العلماء فاق الناس في وقته وكان بقية الأشراف والأعيان.» وابن بشكوال «إمام اللغة بالأندلس غير مدافع، وكانت الرحلة في وقته إليه، ومدار أصحاب الآداب واللغات عليه، وكان وقور المجلس لا يجسر أحد على الكلام فيه لمهابته وعلو مكانته.» وأبو علي الغساني «أكثر من لقيته علما بضروب الآداب، ومعاني القرآن، والحديث.» وأبو علي الصدفي «أكثر من لقيته علما بالآداب ومعاني القرآن والحديث.» والذهبي «الشيخ الإمام المحدث اللغوي الوزير الأكمل.» والقاضي عياض «الحافظ اللغوي النحوي إمام الأندلس في وقته في فنه وأذكرهم للسان العرب وأوثقهم على النقل.» وصلاح الدين الصفدي «من أهل قرطبة ، إمام اللغة بها ، روى عن كثير من أهل العلم ، وكان وقور المجلس لا يجسر أحد على الكلام فيه نهابة له.» وابن فرحون «إمام اللغة بها، روى عن كثير من أهل العلم، وكان وقور المجلس لا يجسر أحد على الكلام فيه نهابة له.».